# Франклин (Мисури)
Франклин (енгл. Franklin) град је у америчкој савезној држави Мисури.

## Демографија
По попису из 2010. године број становника је 95, што је 17 (-15,2%) становника мање него 2000. године.
| Група             | 2000.       | 2010.      |
| Белци             | 111 (99,1%) | 93 (97,9%) |
| Афроамериканци    | 0 (0,0%)    | 1 (1,1%)   |
| Азијати           | 0 (0,0%)    | 0 (0,0%)   |
| Хиспаноамериканци | 1 (0,9%)    | 1 (1,1%)   |
| Укупно            | 112         | 95         |